# Ramon Rosell i Mestres
Ramon Rosell i Mestres (Cassà de la Selva, 30 de maig de 1894- Vidreres, 20 gener de 1971) fou un músic nascut a Cassà de la Selva que tocava la tenora. Als onze anys ja estava integrat a la cobla de Cassà de la Selva i la seva carrera d'intèrpret el feu desfilar per les agrupacions següents: La Principal de Cassà de la Selva; Montgrins en dues etapes; La lluro de Mataró; La Principal de la Bisbal i com a director de la Joventut Artística de Vidreres, i a l'Orquestra Pau Casals, entre altres plantilles. la seva producció sardanística és bastant extensa i amb diverses sardanes obligades de tenora, com ara El meu segell i Va de tenor. Altres sardanes seves són El nano de casa, En Narcís de la Pineda i Mas Bellvehí.